# Абіліу Герра Жункейру
Абіліу Ге́рра Мануел Жунке́йру (порт. Abílio Manuel Guerra Junqueiro; 17 вересня 1850, Фрейшу-де-Ешпада-а-Сінта — 7 липня 1923, Лісабон) — португальський поет.

## Життєпис
Навчався у Коїмбрському університеті, де спершу вивчав теологію, а потім юриспруденцію.
За переконаннями був демократом; і якщо спочатку був близьким до ліберально--монархічної опозиції, то, починаючи від 1890 року, став республіканцем.
У 1880—81 і 1888—89 роках був членом Палати депутатів парламенту.
У 1890-ті відійшов від політики.
У 1911—14 роках був посланником у Швейцарії.

## Творчість
Вірші почав писати замолоду, зазнавши сильного впливу Віктора Гюго і Шарля Бодлера. У Лісабоні зійшовся з групою «Покоління 1870», куди входили Еса де Кейрош, Антеру де Кентал, Олівейра Мартинш тощо. Згодом приєднався до іншої літературної групи — «Переможені життям», поставивши за мету собі розвиток міської культури. Як поет долучався до «Коїмбрської школи», яка виступала поборницею реалістичного мистецтва.
Перший великий твір, який відразу звернув увагу публіки, — цикл віршів «Смерть дон Жуана» (1874), де колись блискучий світський лев доживає свого віку в принизливій мізерії, викриває кризу й розклад правлячої аристократичної верхівки.
Поема «Муза на дозвіллі» (1879) включає вірші, що містять пафос, який поєднується з найвишуканішою лірикою, і критичною оцінкою довколишньої дійсності.
Цикл сатиричних віршів «Старість вічного батька» (1885) позначений гострою антиклерикальною спрямованістю, поєднаною з пантеїстичними ідеями.
Республіканські погляди висловлені у поемі «Пісня ненависті» (1890) й циклі «Кінець Вітчизни» (1890), що відображають обурення поета поразкою Португалії у колоніальній суперечці з Британською імперією. Ті ж погляди, але на історичному матеріалі, розкрито в драматичній поемі «Батьківщина» (1896).
Співчуттям до знедолених пройнята поема «Прості люди» (1892), навіяна вічною красою сільської Португалії, яка справедливо вважається кращою в творчості поета.
На рубежі XIX—XX століть А. Герра Жункейру пережив духовну кризу і звернувся до релігійної містики, що відбилось в одах «Молитва до хліба» (1902), «Молитва до світла» (1904), а також поетичних збірках «Різні вірші» (1921) та «Різна проза» (1921).
Твори Герра Жункейру мали суттєвий вплив на творчість Антоніу Дуарте Гоміша Леала.

## Твори
- 1874 — Смерть дон Жуана / A Morte De D. João
- 1879 — Муза на дозвіллі / A Musa Em Férias
- 1885 — Старість вічного батька / A velhice do padre eterno
- 1890 — Пісня ненависті / Canção do odio
- 1890 — Кінець Вітчизни / Finis Patriae
- 1891 — Космополітичний рай
- 1892 — Прості люди / Os Simples
- 1896 — Батьківщина / Pátria
- 1902 — Молитва до хліба / Oração Ao Pão
- 1904 — Молитва до світла / Oração À Luz
- 1921 — Різні вірші / Poesias Dispersas
- 1921 — Різна проза / Prosas Dispersas